# Blyxa octandra
Blyxa octandra ist eine Pflanzenart aus der Familie der Froschbissgewächse (Hydrocharitaceae).

## Beschreibung
Die Stängel sind verkürzt oder fehlen. Die Blätter sind in einer basalen Rosette angeordnet. Sie sind linealisch, 6 bis 60 Zentimeter × 5 bis 7 Millimeter groß und zur Spitze hin stachelig. Die 20 oder mehr Blattadern sind nur undeutlich erkennbar. Die Spathas sind 6 bis 10 Zentimeter groß. Ihre Stiele sind 20 bis 120 Zentimeter lang. Die Pflanzen sind diözisch, die Blüten eingeschlechtig. Eine Spatha enthält eine weibliche oder 5 bis 10 männliche Blüten. Die Kelchblätter sind rötlich, linealisch und 9 bis 10 × ca. 1,5 Millimeter groß. Die Kronblätter messen 2 bis 2,5 Zentimeter oder mehr. Es sind 9 Staubblätter vorhanden. Die Staubfäden sind 2 bis 5 Millimeter lang. Die Staubbeutel sind 1 bis 2 Millimeter lang. Der Fruchtknoten ist eng zylindrisch und 6 bis 9 Zentimeter groß, zusammen mit einem Schnabel sogar 8 bis 10 Zentimeter. Die Griffel sind ca. 2 Millimeter groß und behaart. Die Früchte messen 7,5 bis 10 Zentimeter. Die zahlreichen Samen sind länglich-elliptisch und 1 bis 2 × 0,5 bis 1 Millimeter groß.
Die Art blüht und fruchtet von Mai bis Oktober.
Die Chromosomenzahl beträgt 2n = 16 oder 32.

## Vorkommen
Blyxa octandra kommt in Indien, Bangladesch, Sri Lanka, Myanmar, Neuguinea, Vietnam, China (Guangdong, Süd-Guangxi (Fangcheng), Sichuan, Yunnan) und Australien vor.

## Systematik
Die Art wurde 1802 von Roxburgh als Vallisneria octandra in:  Pl. Coromandel 2: 34 (t. 165) erstbeschrieben. Thwaites stellte sie 1864 als Blyxa octandra in die Gattung Blyxa. Synonyme, aber illegitime Namen sind Blyxa roxburghii Richard und Blyxa saivala Steudel.